# Estació d'Elviña-Universidade
L'estació d'Elviña-Universidade és un baixador ferroviari situat a la parròquia de San Vicenzo de Elviña, en el municipi de la Corunya, a Galícia. Dona servei al campus d'Elviña de la Universitat de la Corunya i a la pròpia població d'Elviña.
Va ser inaugurada oficialment a l'octubre de 2002. Disposa de serveis de mitjana distància operats per Renfe.

## Situació ferroviària
L'estació es troba en el punt quilomètric 547,9 de la línia fèrria d'ample ibèric que uneix Lleó amb la Corunya, entre les estacions d'A Coruña i O Burgo-Santiago. El tram és de via única i no està electrificat.

## L'estació
Va ser inaugurada l'octubre de 2002 però no va entrar en funcionament fins al juliol de 2003. Va ser construïda principalment per donar servei a la Universitat de la Corunya. Per això es va construir un baixador senzill amb un petit refugi i una andana de 150 metres de llarg. Només hi accedeix una via. En total la inversió va ser d'uns 480.000 euros.

## Serveis ferroviaris

### Mitjana Distància
En l'estació es detenen els trens de mitjana distància que uneixen la Corunya amb Monforte de Lemos. Ocasionalment, principalment els caps de setmana, alguns trens continuen el seu recorregut fins a Ourense. També té parada el mitjana distància que uneix la Corunya amb Ferrol.
| Línia MD | Trens | Origen/Destí |  | Destí/Origen      |
| -------- | ----- | ------------ |  | ----------------- |
| 4        | MD    | A Coruña     |  | Monforte de Lemos |
| 5        | MD    | A Coruña     |  | Ferrol            |